# Довжиця (Ліський повіт)
Довжиця, Должиця (пол. Dołżyca) — село в Польщі, у гміні Тісна Ліського повіту Підкарпатського воєводства. Знаходиться на прадавній етнічній український території.
Населення — 76 осіб (2011).

## Розташування
Розташоване серед гірських пасом Західних Бескидів, недалеко від кордону зі Словаччиною.
Село розташоване на березі річки Солинка, за 2 км на північний схід від Тісни, за 29 км на півдні від Лісько. Через поселення проходить залізнична колія до села Майдан.

Стара церква що існувала 1744-1907 рр.

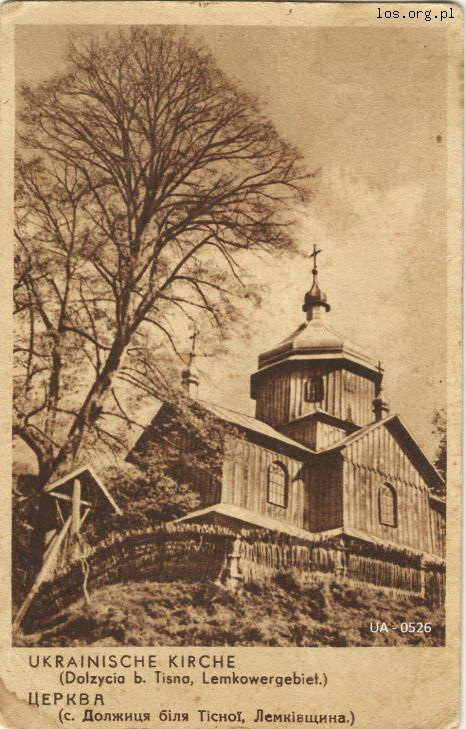
Церква св. Миколая, що існувала з 1907 до 1952 рр.

## Назва
У ході кампанії перейменування українських назв на польські село в 1977—1981 рр. називалось Длуґополє (пол. Długopole).

## Історія
З 1772 р. до 1918 року в складі Австро-Угорщини.
В 1785 р селу належало 11.07 км² земель. 
Прізвища родин на 1787 рік згідно австрійських кадастрових записів:
Андера (Andera), Бесіда (Besyda) (2 родини), Ланник (Lannyk) (2 родини), Нестор (Nestor) (2 родини), Тарнавський (Tarnavs'kyj).
1904 року через село офіційно введена вузькоколійна залізниця від Нового Лупкова до Тісної з продовженням через Кальницю до Бескиду.
З листопада 1918 по січень 1919 тут існувала Команчанська Республіка.
В період 1945-1946 рр. в цьому районі тривала боротьба між підрозділами УПА та польськими й радянським військами. Українське населення було насильно переселене на територію СРСР в 1946 році. Родини, яким вдалось уникнути переселення, 1947 року під час Операції Вісла було вивезено на територію північної та західної Польщі. 
У 1975-1998 роках село належало до Кросненського воєводства.

### Церква
За часів І-ї Речі Посполитої і в перші роки австрійської влади село мало власну парафіяльну церкву. Існувала вона принаймні до 1808 р. Останнім парохом був о. Михал Чянський (Щанський). З 1810 р. місцева церква була передана до парафії м. Тісна (Балигородський деканат, з 1924 року — Тіснянський). Греко-католицька дерев'яна церква Св. Миколая Чудотворця побудована на місці старої 1830 р., філіальна, згодом парафіяльна, була замінена на нову в 1907 р. Гроші на побудову останньої передали емігранти з с. Довжиця зі США. Будували церкву два майстри з м. Перемишль — Микола Лазор і Григорій Лаврівський за допомогою мешканців села. Іконостасу не мала. Останній парох — о. Євстафій Хархаліс. Після 1947 р. церква стояла спустошена. Розібрана на будівельні матеріали в 1952 р. На місці церкви у 80-х рр. ХХ ст. було встановлено дерев'яний хрест. В Історичному Музею Сяника (Музей Ікон) зберігається ікона 18 ст., яка походить з місцевої церкви. В селі було два цвинтарі — церковний (знищений) і поховальний (залишилось декілька надгробків). Біля поховального була побудована мурована капличка (знищена).

## Демографія
На 1785 р. населення складалося з 150 греко-католиків, 8 римо-католиків і 5 юдеїв.
1840 — 271 греко-католик,
1859 — 262 греко-католики,
1879 — 309 греко-католиків,
1899 — 360 греко-католиків,
1921 — 325 осіб (у 53 житлових будинках): 316 греко-католиків (українців), 5 римо-католиків, 4 юдеї,
1926 — 342 греко-католики,
1936 — 443 греко-католики.
У 1939 році в селі проживало 450 мешканців, з них 440 українців-греко-католиків, 5 українців-римо-католиків і 5 євреїв.
Демографічна структура станом на 31 березня 2011 року:
|          | Загалом | Допрацездатний вік | Працездатний вік | Постпрацездатний вік |
| -------- | ------- | ------------------ | ---------------- | -------------------- |
| Чоловіки | 47      | 2                  | 38               | 7                    |
| Жінки    | 29      | 6                  | 19               | 4                    |
| Разом    | 76      | 8                  | 57               | 11                   |